# Chalcoscirtus nenilini
Chalcoscirtus nenilini là một loài nhện trong họ Salticidae.
Loài này thuộc chi Chalcoscirtus. Chalcoscirtus nenilini được Yuri M. Marusik miêu tả năm 1990.